# St-Denys (Argenteuil)

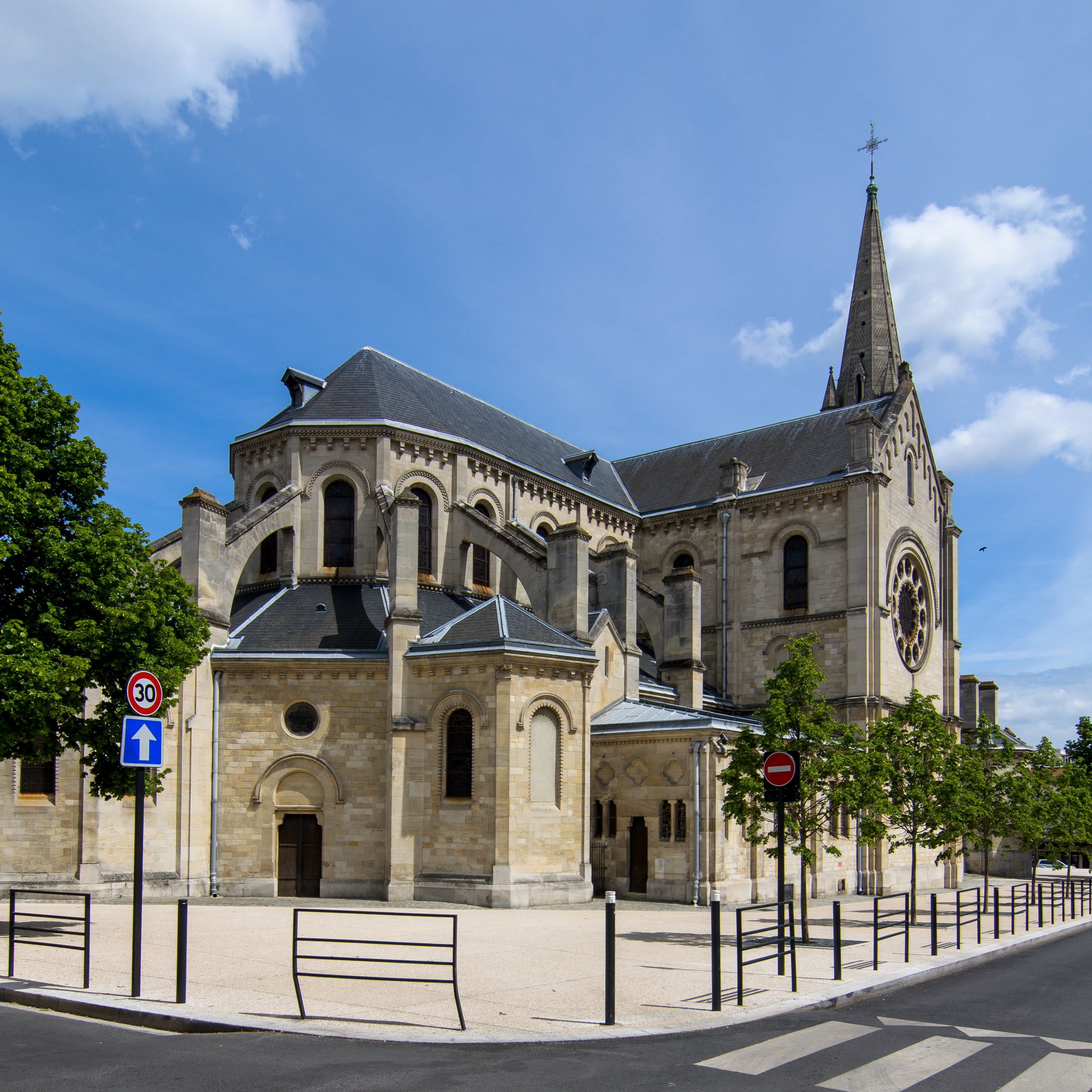
Basilika Saint-Denys

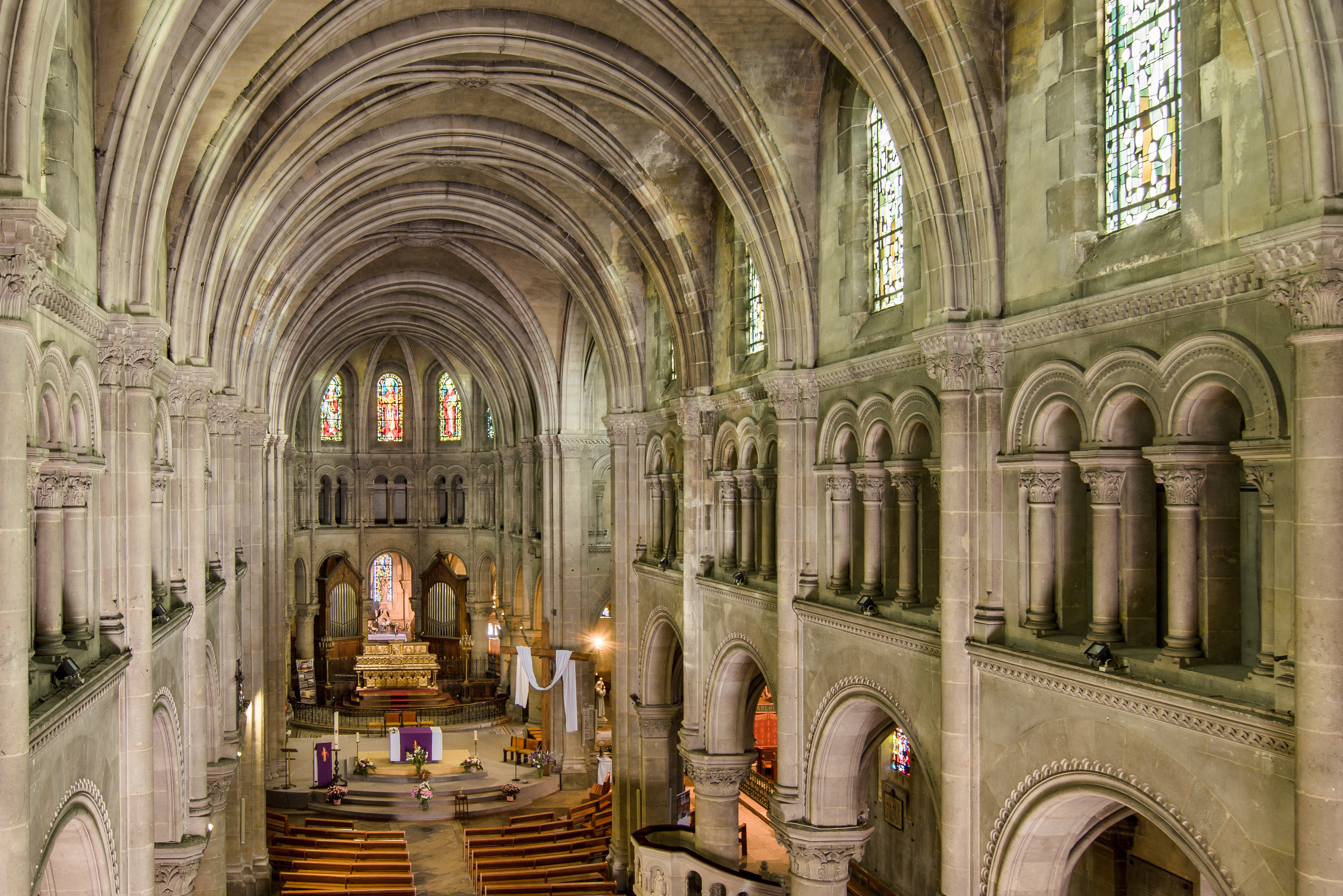
Innenraum von der Orgelempore

Die Basilika Saint-Denys ist eine römisch-katholische Kirche in Argenteuil im französischen Département Val-d’Oise in der Region Ile de France. Die Pfarrkirche des Bistums Pontoise ist dem heiligen Dionysius von Paris gewidmet und trägt den Titel einer Basilica minor. Die neoromanische Kirche wurde in den 1860er Jahren errichtet. Hier wird eine Tunika aufbewahrt, die Christus der Überlieferung nach während der Passion getragen haben soll.

## Geschichte
Bereits in der Merowingerzeit gab es am Ort das Frauenkloster Notre-Dame, diese reiche Priorei erhielt möglicherweise von Karl dem Großen die ungenähte heilige Tunika, eine aus einem frühchristlichen Jahrhundert stammende Textilreliquie. Deren Gebäude übernahm später ein Priorat der Benediktiner, das im Hundertjährigen Krieg unterging. Als Ersatz wurde an anderer Stelle 1449 eine erste Pfarrkirche in Argenteuil errichtet.
Aufgrund seines baufälligen Zustands musste diese 1865 durch das heutige Gebäude ersetzt werden. Die Kirche wurde am 22. April 1866 geweiht und 1898 von Papst Leo XIII. in den Rang einer Basilica minor erhoben. Während des Zweiten Weltkriegs wurde die Kirche durch eine Bombardierung beschädigt, die Glasfenster wurden ab 1950 neu geschaffen.
2016 wurde die Tunika außerhalb des üblichen fünfzigjährigen Rhythmus (letztmals 1984) präsentiert und zog in zwei Wochen 200.000 Pilger an.

## Architektur
Die Basilika Saint-Denys ist eine neoromanische Kirche, der eine monumentale dreifache Vorhalle mit einem imposanten 57 Meter hohen Glockenturm vorgelagert ist. Sie wurde vom Architekten Théodore Ballu errichtet, die Ausrichtung wurde dem Gelände angepasst, das keine Ostung zuließ.
Die dreischiffige Basilika hat den Grundriss eines lateinischen Kreuzes. Das Langhaus mit sechs Jochen besteht aus einem breiten Mittelschiff und zwei als niedrige Gänge ausgeführten Seitenschiffe, die von großen Glasfenstern beleuchtet werden, unter anderem von Max Ingrand und Jean Barillet geschaffen, Sohn von Louis Barillet. Die Verlängerung der Seitenschiffe führt in einen Chorumgang, von dem drei Kapellen ausgehen. Das Mittelschiff ist wie der Chor in die drei Etagen Säulenarkaden, Triforium und Obergaden gegliedert, der mit hohen, weitgehend grau verglasten Fenstern versehen ist.
An der Vorderseite des zweijochigen Chors steht auf einem runden Podium der moderne Volksaltar, in der Apsis steht der Hochaltar, eingerahmt von zwei Feldern der Chororgel. Außerhalb des Chorumgangs grenzen im Osten die Sakristei und im Westen die Winterkapelle an. Die Arme des Querschiffs werden jeweils von einer monumentalen Kapelle mit flacher Apsis eingenommen, die jeweils von zwei Glasfenstern und einem großen Rosettenfenster durchbrochen sind. Der rechte Flügel, polychrom gestaltet, ist der Kapelle Sainte-Tunique gewidmet, die ihr Reliquiar in einem Lava-Altar von 1866 beherbergt sowie das ehemalige Chorgestühl.

## Ausstattung

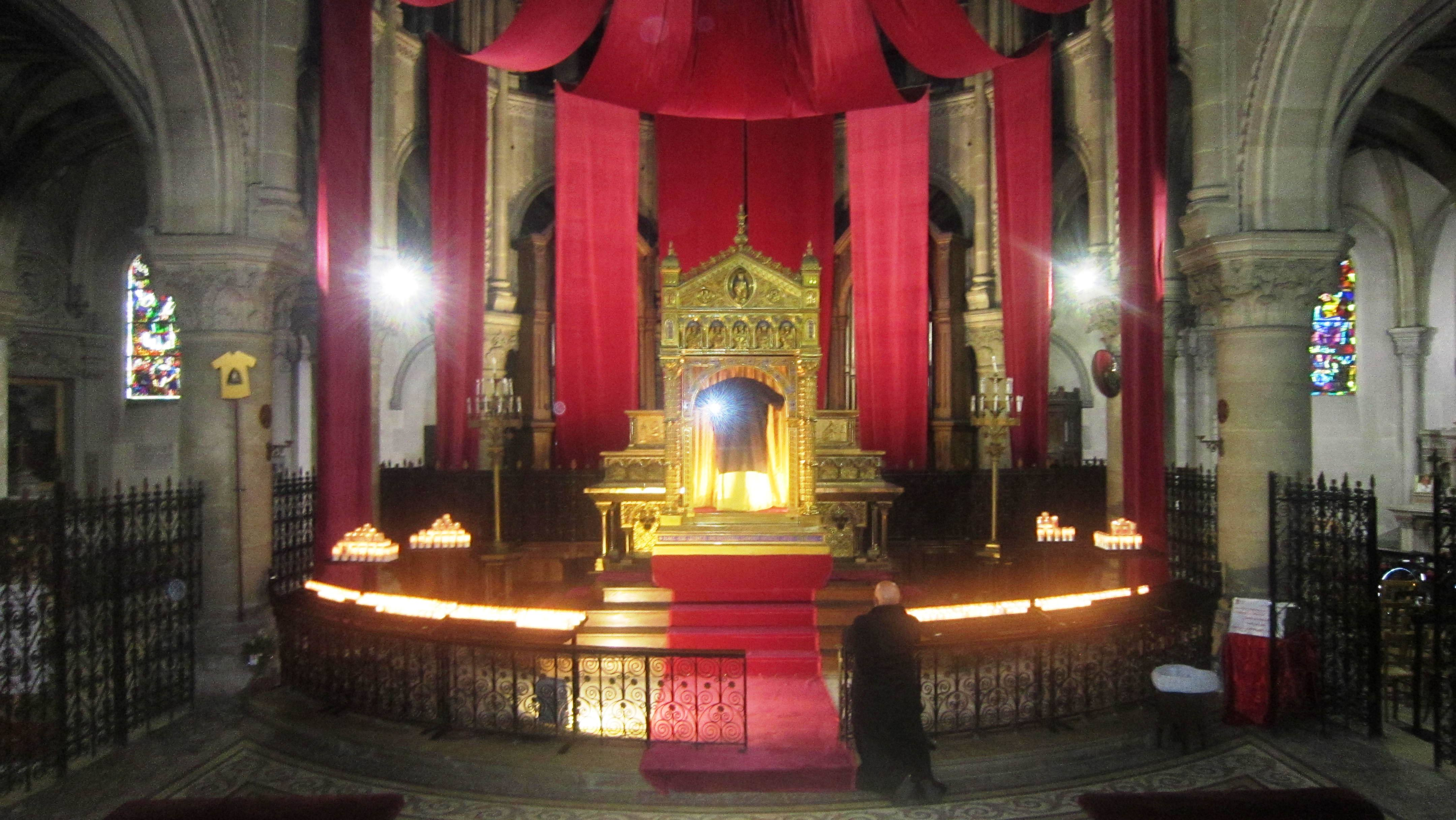
Präsentation der Heiligen Tunika

In der Kapelle Sainte-Tunique steht das neoromanische Reliquiar von 1807, hierin ist die Heilige Tunika auf sich selbst aufgerollt, die Besucher sehen durch ein kleines rundes Fenster nur ein kleines Stück davon. Dieses und weitere sakrale Kunstwerke sind als Monuments historique ausgewiesen und wurden teilweise für andere Kirchen wie die alte Pfarrkirche geschaffen, so Altäre und Gemälde.
Die große Emporenorgel aus dem Jahr 1867 ist eines der beiden großen Instrumente von Marie Antoine Louis Suret. Sie wurde 2008–2009 restauriert und verfügt über drei Manuale und ein Pedal für 43 Register.